# The Red Shoes
The Red Shoes – album Kate Bush wydany w roku 1993.

## Lista utworów
1. „Rubberband Girl” – 4:42
2. „And So Is Love” – 4:16
3. „Eat the Music” – 5:08
4. „Moments of Pleasure” – 5:16
5. „The Song of Solomon” – 4:27
6. „Lily” – 3:51
7. „The Red Shoes” – 4:00
8. „Top of the City” – 4:14
9. „Constellation of the Heart” – 4:46
10. „Big Stripey Lie” – 3:32
11. „Why Should I Love You?” – 5:00
12. „You're the One” – 5:52